# Syrisch-Ephraimitischer Krieg
Als Syrisch-Ephraimitischer Krieg wird ein um 733 v. Chr. geführter Krieg der Staaten Damaskus und Israel gegen das mit Assyrien verbündete Juda bezeichnet, der mit dem Sieg Judas und damit auch Assyriens endete.

## Ursachen
Im Jahre 745 v. Chr. kam in Assyrien Tiglat-Pileser III. auf den Thron. Mit ihm begann eine neue Periode in der Expansionspolitik Assurs.
Nachdem schon Salmanassar III. (858–824) mehrere Kriegszüge nach Palästina-Syrien unternommen hatte, auf denen er von den besiegten Völkern Tribut eingefordert hatte, verfolgte Tiglat-Pileser III. (745–726) das Ziel, dort dauerhaft Fuß zu fassen.
740 bis 738 v. Chr. unternahm Tiglat-Pileser einen Feldzug gegen Syrien und Palästina. Im Zuge der Kampfhandlungen eroberte er die Stadt Hamath und machte sich mehrere Kleinstaaten tributpflichtig. Auch der israelitische König Menahem unterwarf sich dem Assyrerkönig und leistete die hohe Tributzahlung von 1000 Talenten Silber (2 Kön 15,17–20 ).
Eine tiefgreifende Veränderung vollzog sich, als Tiglat-Pileser III. 734 v. Chr. den Philisterstaat Gaza unterwarf. Bereits 733 v. Chr. kam es zu einem Bündnis einer Reihe syrisch-palästinensischer Kleinstaaten, an der unter anderem König Rezin von Aram, König Hiram II. von Tyros und König Pekach von Israel beteiligt waren. Diese Allianz übte enormen Druck auf das Südreich Juda unter König Ahas aus, der dem antiassyrischen Bündnis ebenfalls beitreten sollte. Allerdings verweigerte Ahas jegliche militärische Intervention.

## Ablauf
Darauf versuchten Rezin von Damaskus und Pekach von Israel Ahas abzusetzen, einen Aramäer auf den judäischen Thron zu bringen und Juda zum Bündnis zu zwingen.
Gegen die Warnung des Propheten Jesaja verband sich Ahas mit dem assyrischen König und bat ihn gegen Israel und Damaskus einzuschreiten. Bereits 733 v. Chr. ging Tiglat-Pileser III. auch gegen Israel vor und eroberte ganz Galiläa und das Ostjordanland. Die eroberten Gebiete teilte er in drei Provinzen „Dor“, „Megiddo“ und „Gilead“ und unterstellte sie assyrischen Statthaltern (2 Kön 15,29 ).
König Pekach von Israel war sofort nach seiner Niederlage einem Anschlag Hoscheas zum Opfer gefallen. Dieser Hoschea hatte sich sofort König Tiglat-Pileser III. unterworfen. So wurde er von diesem als Vasallenkönig anerkannt und konnte einen „Rumpfstaat“ des ehemaligen Israel retten. Ihm verblieben das Gebirge Efraïm und der Stadtstaat Samaria.
732 v. Chr. eroberte Tiglat-Pileser III. Damaskus und machte das ganze Aramäergebiet zu assyrischen Provinzen.
Ergebnis des Krieges war also, dass Tiglat-Pileser III. nunmehr das gesamte Gebiet von Syrien-Palästina beherrschte. Die ehemals selbständigen Staaten hatte er – wie z. B. Damaskus und den Nordteil von Israel – als Provinzen seinem Reich eingegliedert, oder aber – wie Juda und der Reststaat Israel – als tributzahlende Vasallenstaaten von ihm abhängig gemacht.